# 리치 디보스

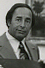
1975년 모습

리치 디보스(Richard DeVos, 리처드 디보스, 본명: Richard Marvin DeVos Sr., 1926년 3월 4일 ~ 2018년 9월 6일)는 미국의 억만장자 사업가이자 제이 밴앤덜(2000년에 앨티코어(Alticor)로 재구성된 회사)과 함께 암웨이의 공동 창립자이자 올랜도 매직 농구팀의 소유주였다. 2012년 포브스지는 그를 미국에서 60번째로 부유한 사람, 세계에서 205번째로 부유한 사람으로 선정했으며, 순자산은 51억 달러로 추산된다.

## 어린 시절
디뵈스는 미시간주 그랜드래피즈에서 전기 사업에 종사했던 네덜란드계 미국인 에델 루스(Ethel Ruth, Dekker)와 사이먼 코넬리우스 디보스(Simon Cornelius DeVos)의 아들로 태어났다. 그는 그랜드 라피즈 크리스천 스쿨(Grand Rapids Christian School)과 캘빈 칼리지(Calvin College)에서 교육을 받았으며 시그마 파이 엡실론(Sigma Phi Epsilon) 형제회 회원이었다. 제2차 세계대전 당시 미 육군 항공대에서 복무했다.

## 같이 보기
- 세계 부자 순위